# Saare (Tartu)
Saare (Russisch: Желачек, Zjelatsjek) is een plaats in de Estlandse gemeente Tartu vald, provincie Tartumaa. De plaats heeft de status van dorp (Estisch: küla) en telt 38 inwoners (2021).
Saare ligt op het eiland Piirissaar in het Peipusmeer. Tot in 2017 vormde het eiland een aparte gemeente, Piirissaare. In dat jaar werd de gemeente bij de gemeente Tartu vald gevoegd.

## Geschiedenis
Net als de beide andere dorpen op het eiland, Piiri en Tooni, wordt Saare van oudsher bewoond door Russen. Het eiland behoorde eerst tot de Russische provincie Sint-Petersburg. Saare werd in 1371 voor het eerst genoemd. In de vijftiende eeuw werd Piirissaar opgedeeld. Piiri ging naar het Prinsbisdom Dorpat, de beide andere dorpen bleven bij Sint-Petersburg. Beide delen kwamen weer bij elkaar toen Estland in 1918 onafhankelijk was geworden.
Na de Grote Noordse Oorlog vestigden zich Oudgelovigen op het eiland. Zij vormen er nog steeds de meerderheid. In Saare stond hun belangrijkste en - na een Duits bombardement in 1944, waarbij de kerk in Piiri verloren ging - enig overgebleven kerk. Het houten gebouw, dat uit 1920 dateerde, brandde uit op 16 mei 2016, samen met drie houten huizen in de directe omgeving.

## Foto's

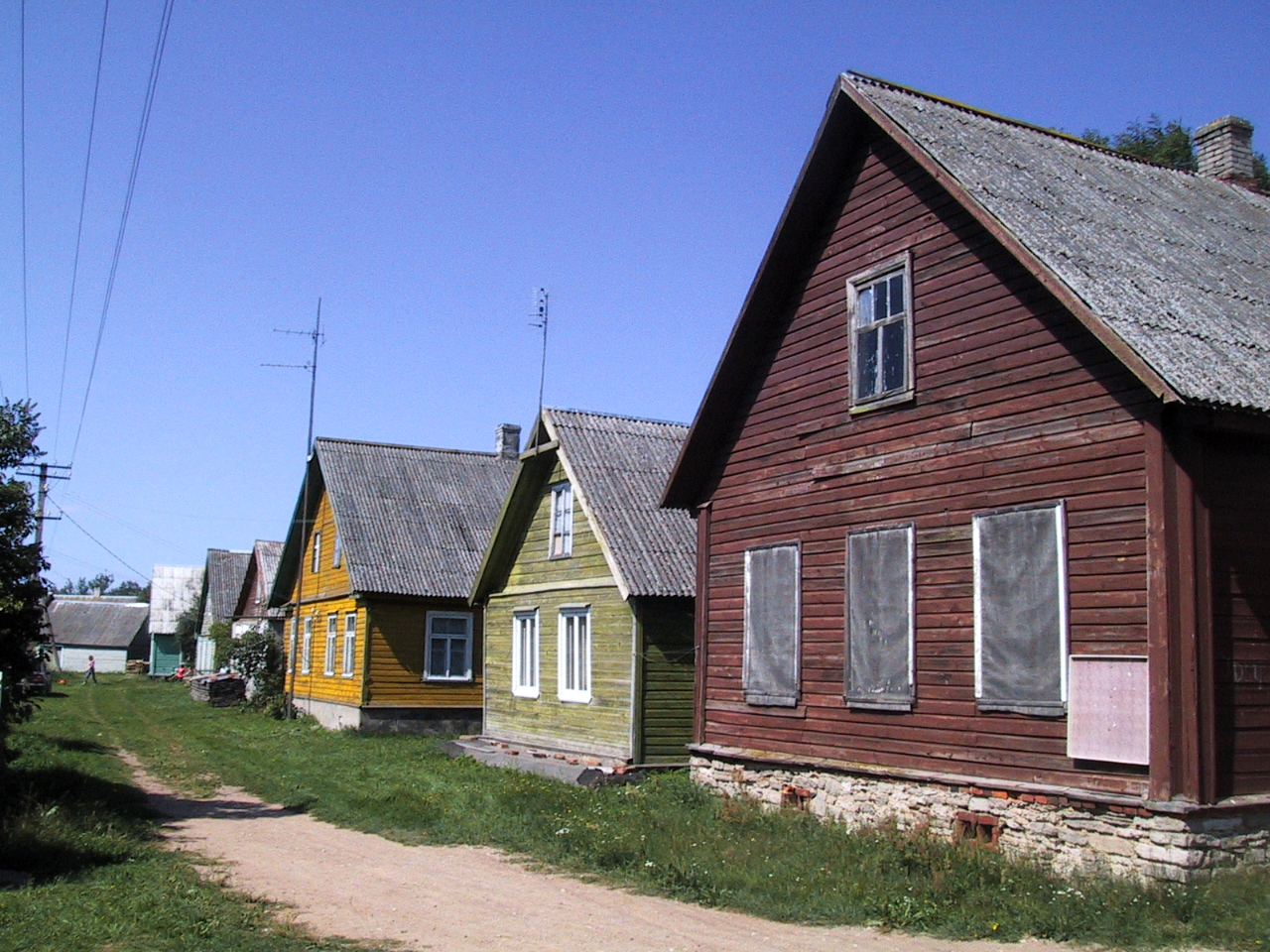
Straat in Saare
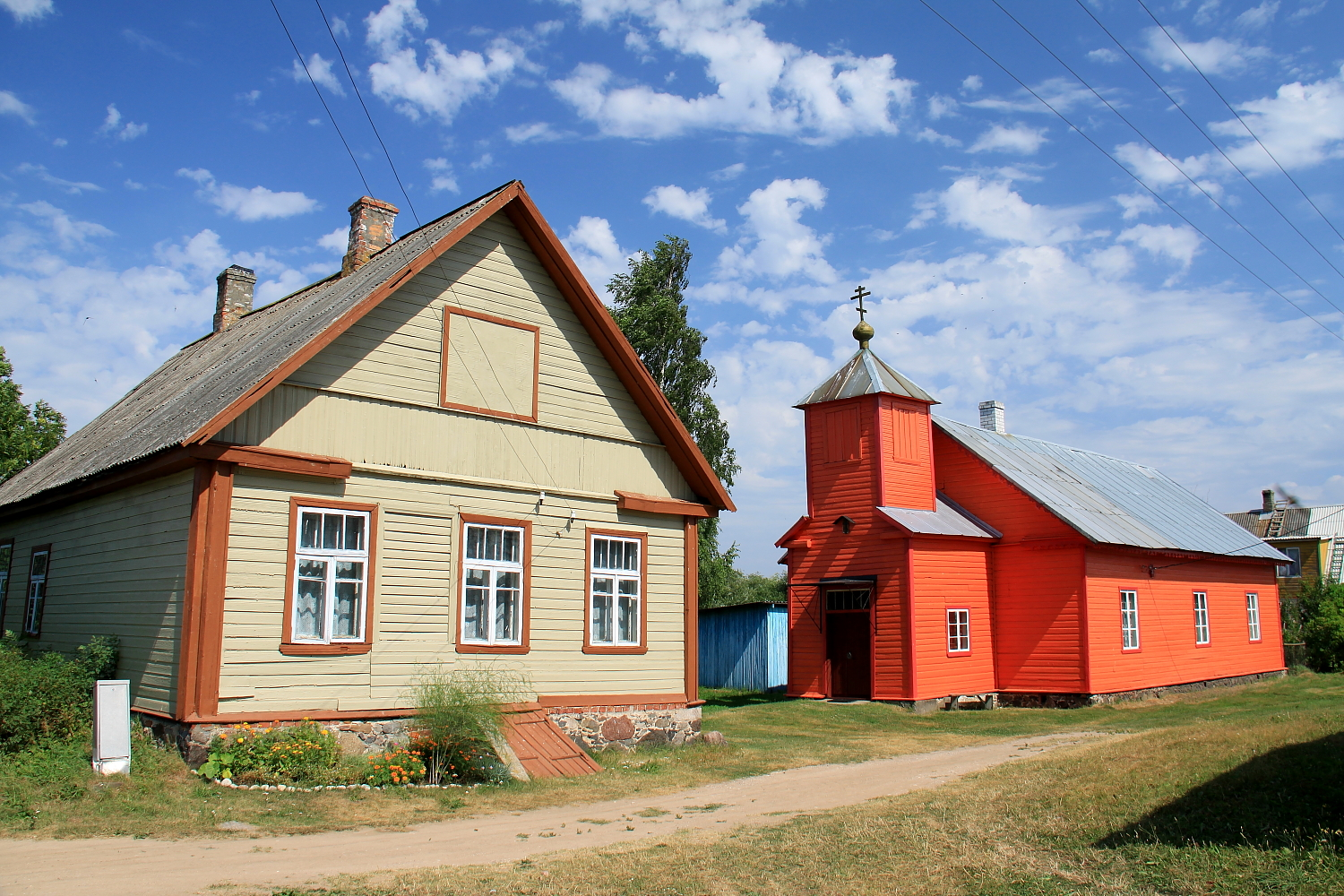
De kerk van de oudgelovigen in Saare in 2010. In 2016 is de kerk uitgebrand